# Esbjerg Golfklub
Esbjerg Golfklub er Danmarks tredjeældste golfklub, stiftet i 1921. Den har skiftet placering flere gange, senest fra Nørreskoven til Marbæk.
Esbjerg Golfklub (EGK) råder over to 18-huls baner, hvoraf Marbæk-banen er den mest kendte. Den blev designet af Frederik Dreyer og åbnede i 1975. Derudover råder klubben også over Myrtue-banen, der åbnede i 1993 og som i 2007 blev udvidet fra 9 til 18 huller.
I 2004 og 2005 blev der afholdt European Challenge Tour på Marbæk-banen; vinderscoren i 2005 på +4 var den højeste vinderscore i hele sæsonen på Challenge Tour'en[kilde mangler].
Derudover har EGK lagt bane til European Girls Championship og i 2008 blev der afholdt EM for amatører.
Klubben har to trænere: Ben Tinning, og den nyankomne Johannes Eriksen, der tidligere arbejdede i Blommenlyst.
Klubben råder over gode træningsfaciliteter bl.a. 6 hullers par-3 bane, en stor driving range og en Trackman range.
Banerekorden er 64 slag og er blevet sat af Thomas Bjørn
55°34′18″N 8°20′20″Ø / 55.57157°N 8.33898°Ø